# 扬·霍夫曼
扬·霍夫曼（德語：Jan Hoffmann，1955年10月26日—），德国男子花样滑冰运动员。他曾代表东德参加1968年、1972年、1976年和1980年冬季奥林匹克运动会花样滑冰比赛，其中1980年冬季奥运会获得一枚银牌。